# Carbuccia

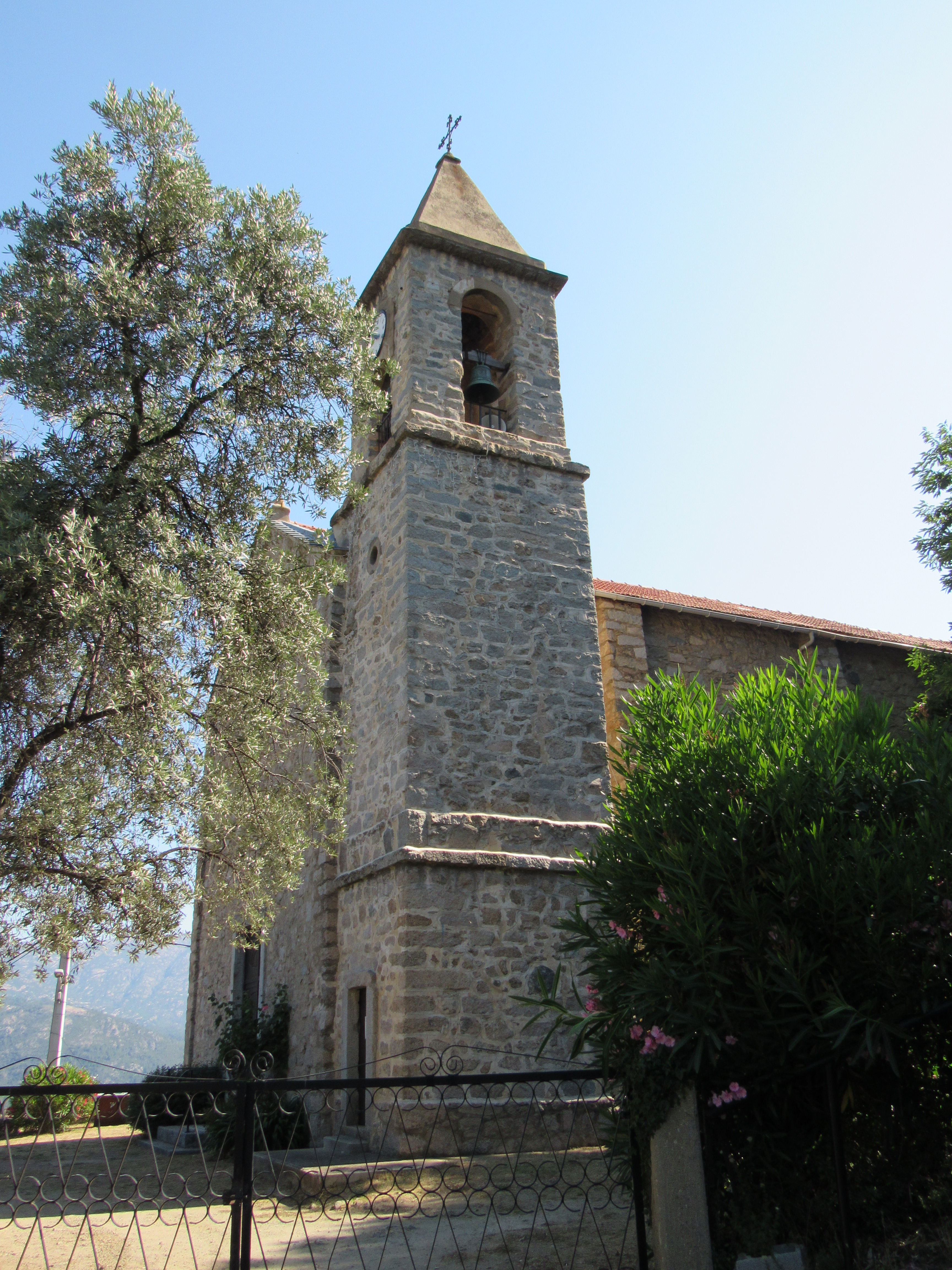
Kirche Saint Jacques

Carbuccia ist eine Gemeinde auf der französischen Mittelmeerinsel Korsika. Sie gehört zum Département Corse-du-Sud, zum Arrondissement Ajaccio und zum Kanton Gravona-Prunelli.

## Geografie und Infrastruktur
Carbuccia grenzt im Norden an Vero, im Osten an Ucciani, im Süden an Peri und im Westen an Tavaco. 
Das Siedlungsgebiet liegt auf ungefähr 510 Metern über dem Meeresspiegel. Dort befindet sich der Verwaltungssitz des Gemeindeverbandes Communauté de communes de la Haute Vallée de la Gravona.

## Bevölkerungsentwicklung
| Jahr      | 1962 | 1968 | 1975 | 1982 | 1990 | 1999 | 2008 | 2012 |
| --------- | ---- | ---- | ---- | ---- | ---- | ---- | ---- | ---- |
| Einwohner | 234  | 223  | 199  | 180  | 182  | 254  | 322  | 347  |

## Sehenswürdigkeiten
- Kirche Saint-Jacques, erbaut 1884
- Kapelle Sant’Antoni
- Kapelle Sainte-Anne

## Weinbau
Die Gemeindegemarkung enthält zugelassene Rebflächen des Weinbaugebietes Ajaccio.

## Verkehr
Der Haltepunkt Carbuccia liegt an der Bahnstrecke Bastia–Ajaccio. Nach dort bestehen durchgehende Zugverbindungen.